# Glen Johnson (calciatore)
Glen Johnson (Vancouver, 22 aprile 1951) è un ex calciatore canadese, di ruolo attaccante.

## Carriera

### Club
Ha giocato dal 1968 nel campionato dilettantistico organizzato dalla Pacific Coast Soccer League con vari sodalizi di Vancouver, ad esclusione di una parentesi in Inghilterra tra il 1969 ed 1974 per giocare nel West Bromwich. Con il WBA venne impiegato solo nella First Division 1969-1970, ottenendo il sedicesimo posto in campionato. La sua esperienza nelle Midlands venne però inficiata da un infortunio al ginocchio.
Nel 1974 è il primo giocatore ad essere ingaggiato dai neonati Vancouver Whitecaps, franchigia della North American Soccer League. Con i Whitecaps nella stagione d'esordio ottenne il quarto ed ultimo posto della Western Division della North American Soccer League 1974 e fornì l'assist su corner per la prima rete dei Caps, siglata da Neil Ellett, il 5 maggio 1974 contro gli S.J. Earthquakes. Nelle stagioni seguenti Johnson con i Whitecaps raggiunge due volte i play-off per il titolo, venendo in entrambe le occasioni eliminato dai Seattle Sounders, nella stagione 1976 e 1977.
Terminò anticipatamente l'esperienza nella NASL poiché al figlio Nathan fu diagnosticato un cancro all'età di 17 mesi, che poi ne causò la morte a cinque anni. Johnson si limitò a giocare nei campionati dilettantistici della Columbia Britannica.
Contemporaneamente al calcio si dedicò all'indoor soccer, giocando nella NASL indoor con i Whitecaps.
Nel 2007 è stato inserito nella Canada Soccer Hall of Fame.

### Nazionale
Johnson ha giocato otto incontri con la nazionale di calcio del Canada tra il 1972 ed il 1976.

## Statistiche

### Cronologia presenze e reti in nazionale
| Cronologia completa delle presenze e delle reti in nazionale ― Canada | Cronologia completa delle presenze e delle reti in nazionale ― Canada | Cronologia completa delle presenze e delle reti in nazionale ― Canada | Cronologia completa delle presenze e delle reti in nazionale ― Canada | Cronologia completa delle presenze e delle reti in nazionale ― Canada | Cronologia completa delle presenze e delle reti in nazionale ― Canada | Cronologia completa delle presenze e delle reti in nazionale ― Canada | Cronologia completa delle presenze e delle reti in nazionale ― Canada |
| Data                                                                  | Città                                                                 | In casa                                                               | Risultato                                                             | Ospiti                                                                | Competizione                                                          | Reti                                                                  | Note                                                                  |
| --------------------------------------------------------------------- | --------------------------------------------------------------------- | --------------------------------------------------------------------- | --------------------------------------------------------------------- | --------------------------------------------------------------------- | --------------------------------------------------------------------- | --------------------------------------------------------------------- | --------------------------------------------------------------------- |
| 20-08-1972                                                            | Saint John's                                                          | Canada                                                                | 3 – 2                                                                 | Stati Uniti                                                           | Qual. Mondiali 1974                                                   | -                                                                     |                                                                       |
| 24-08-1972                                                            | Toronto                                                               | Canada                                                                | 0 – 1                                                                 | Messico                                                               | Qual. Mondiali 1974                                                   | -                                                                     |                                                                       |
| 29-08-1972                                                            | Baltimora                                                             | Stati Uniti                                                           | 2 – 2                                                                 | Canada                                                                | Qual. Mondiali 1974                                                   | -                                                                     |                                                                       |
| 5-09-1972                                                             | Città del Messico                                                     | Messico                                                               | 2 – 1                                                                 | Canada                                                                | Qual. Mondiali 1974                                                   | -                                                                     |                                                                       |
| 01-08-1973                                                            | Toronto                                                               | Canada                                                                | 1 – 3                                                                 | Polonia                                                               | Amichevole                                                            | -                                                                     |                                                                       |
| 05-08-1973                                                            | Windsor                                                               | Canada                                                                | 0 – 2                                                                 | Stati Uniti                                                           | Amichevole                                                            | -                                                                     |                                                                       |
| 20-10-1976                                                            | Seattle                                                               | Stati Uniti                                                           | 2 – 0                                                                 | Canada                                                                | Qual. Mondiali 1978                                                   | -                                                                     |                                                                       |
| 27-10-1976                                                            | Toluca                                                                | Messico                                                               | 0 – 0                                                                 | Canada                                                                | Qual. Mondiali 1978                                                   | -                                                                     |                                                                       |
| Totale                                                                |                                                                       | Presenze                                                              | 8                                                                     |                                                                       | Reti                                                                  | 0                                                                     |                                                                       |